# Arrens-Marsous
Arrens-Marsous település Franciaországban, Hautes-Pyrénées megyében. Lakosainak száma 696 fő (2022. január 1.). Arrens-Marsous Ferrières, Estaing, Béost, Eaux-Bonnes, Laruns, Arbéost, Aucun és Sallent de Gállego községekkel határos.

## Népesség
A település népességének változása:
| Lakosok száma | 725  | 719  | 723  | 731  | 727  | 714  | 700  | 687  | 691  | 696  |
|               | 2010 | 2013 | 2015 | 2016 | 2017 | 2018 | 2019 | 2020 | 2021 | 2022 |